# Грибалёва, Лариса Владимировна
Лариса Владимировна Грибалёва (бел. Лары́са Уладзіміраўна Грыбалё́ва; род. 20 октября 1973, Полоцк) — белорусская певица, телеведущая, актриса.

## Биография
Родилась 20 октября 1973 года в городе Полоцке. Отец — Грибалёв Владимир Васильевич, военнослужащий. Мать — Грибалёва Валентина Семеновна, главный бухгалтер. Семья несколько лет жила в Африке и на Дальнем Востоке (г. Благовещенск). В 1992 году Лариса с родителями вернулась в Беларусь. Окончила Витебский педагогический институт по специальности учитель начальных классов. Когда училась, дала два сольных концерта в Благовещенске и Витебске. Окончила Белорусский государственный университет культуры по специальности «артист-вокалист».
Творческая деятельность началась с победы в конкурсе молодых исполнителей фестиваля белорусской песни и поэзии «Молодечно-94», после которого молодая артистка была приглашена в Национальный концертный оркестр Республики Беларусь под управлением Михаила Финберга, где в качестве солистки проработала с 1994 по 2009 год. В этот период записывала сольные песни, снималась в кино.
С 1994 года началась телевизионная карьера. Телеведущий и продюсер Егор Хрусталёв пригласил Ларису на телевизионные пробы, после которых молодая артистка стала бессменной ведущей популярной еженедельной развлекательной программы «Всё нормально, мама!» на белорусском телевидении. В 2003 году выпустила альбом «Что-нибудь». Первый сольный диск был представлен накануне Нового года. Идея записать альбом пришла в голову, когда Лариса была беременна. Сама стала продюсером своего альбома. Композиция «Я — мама» написана Кириллом Слукой и Иваном Луценко. Большинство песен записал и аранжировал Николай Неронский. 80 процентов песен написаны Егором Хрусталевым, песню «Всё для тебя» подарил Анатолий Чепиков. Результатом музыкального сотрудничества с Егором Хрусталёвым стали песни «Ты увидишь», «Солнце в холодной воде», «Новости». Композиция «Что-нибудь» стала визитной карточкой певицы и номинировалась как Лучшая песня 2004 года. Режиссёром клипов на песни «Что-нибудь» и «Новости» выступил Е. Хрусталёв.
С 1997 по 2000 годы совместно с Юрием Николаевым вела ТВ-программу «Утренняя почта» на телеканале ОРТ, а с 2000 по 2004 — программы белорусского телевидения «В постели с Ларисой Грибалёвой» (8 Канал), «Добрай раніцы, Беларусь!» (БТ). В 2002 году сыграла роль присяжной Москаленко в сериале «Закон». В 2004 году записала песню «Катюша» для проекта «Белорусский вокзал» (лучшие песни военных лет). В 2007 году была одной из ведущих концерта «Танцуй до утра», прошедшего в рамках фестиваля «Славянский базар». В конце 2008 года снялась в новогоднем музыкальном фильме «Батлейка» (ОНТ).
В конце 2009 года закончила сотрудничество с оркестром под управлением Михаила Финберга и начала сольную карьеру. В 2010 году провела гастрольный тур по городам Беларуси «Всё будет хорошо». В 2009 году записала песню «Всё будет хорошо», которую для неё написала Бьянка. Песня попала в эфир радиостанций Белоруссии. В 2012 году презентовала новую концертную программу «Девочка-пожар» с постоянным коллективом «живых» музыкантов.
Постоянно сотрудничала с Сашей Немо, Леонидом Шириным, Ярославом Ракитиным. В 2006 году песня «Говорит и показывает» на слова Леонида Ширина была отобрана на фестиваль «Песня года Беларуси». В этом же году записала песню «Пусть любуются» для проекта «Серебряный граммофон» (ОНТ). В 2007 году участвовала в музыкальной телевизионной премии «Шоколадный микрофон» (ЛАД). В 2012 году записала дуэт с Сашей Немо — песню «Хочу-хочу», вошедшую в четвёртый альбом Саши Немо «Что ещё надо». Саунд-продюсером многих песен Ларисы выступал Игорь Лалетин.
С 8 ноября 2008 по 2012 год была ведущей программы «Утренняя почта с Юрием Николаевым и Ларисой Грибалёвой» на телеканале РТР-Беларусь (с мая по октябрь 2009 года передача выходила под названием «Утренняя почта», с июля по октябрь 2009 года каждый месяц один выпуск выходил под названием «Утренняя почта с Юрием Николаевым и Ларисой Грибалёвой», с 31 октября 2009 года по 22 октября 2011 года передача выходила под названием «Утренняя почта с Ларисой Грибалевой», с 17 марта 2012 года — под названием «Утренняя@почта»). Участвовала в проектах «Новый год — семейный праздник» (РТР-Беларусь), «Любимые песни для любимой мамы» (РТР-Беларусь), «Битва титанов» (ОНТ), «Звёздный ринг» (Столичное телевидение), «Поющие города» (белорусская версия британского проекта The X Factor) на телеканале СТВ. В 2006—2010 годах организовала проект «ТОП 50 успешных и красивых людей города Минска». В 2012 году сыграла саму себя в фильме «Выше неба».
В 2013 году вышел новый альбом Ларисы Грибалевой «Не обижай меня». В альбом вошло 13 песен, в том числе «До завтра», «Наугад», «Часики», «С тобой». Александр Ефимик написал песню «Кто этот парень?» и спел её с Ларисой. На песни «Наугад», «Часики» были сняты клипы. Заглавная песня альбома была признана «Лучшей песней года» на «Национальной музыкальной премии».
В 2015 году приняла участие в театральной постановке «Два подкаблучника», где сыграла главную роль. Партнёрами по сцене стали Егор Хрусталев и Владимир Максимков.
Весной 2015 года был снят клип Ларисы Грибалевой на песню «Забытое счастье» (режиссёры Андрей Гузель и Виктор Оскирко).
Занимается благотворительной деятельностью. Лариса Грибалёва — организатор проекта «Золотое сердце», целью которого является помощь тяжело больным детям Беларуси. В 2011 году участвовала в благотворительной акции «Правда сердца» по поддержке детей с сердечными заболеваниями.

### Давление властей за политическую позицию
Критически высказывалась о властях Беларуси. Поддержала протестное движение 2020 года.
8 февраля 2023 года стало известно, что Лариса Грибалёва попала в чёрный список исполнителей, которым запрещено выступать в Белоруссии. Предположительно, список был составлен КГБ.
4 мая 2023 года Мининформ Республики Беларусь вынес предупреждение учредителю телепрограммы «Europa Plus TV». Предположительно, причиной послужило появление в эфире Ларисы Грибалёвой.

## Личная жизнь
- Муж — Александр Ставер, бизнесмен[42].
- Дочь — Алиса (род. 2003).
- Сын — Арсений (род. 2005).
- Дочь — Алёна (род. 29 февраля 2016).
- Сестра — Ольга Грибалёва-Фомина (род. 1969) руководитель цирка «Ап», Благовещенск, Амурская область.

## Бизнес
Владелица агентства «Праздничное бюро Ларисы Грибалёвой». Агентство — обладатель награды «Выбор года» в 2008—2010 годах, а также премии «Красная морковь» в номинации «Лучшее праздничное агентство».

## Дискография
- 2003 — «Что-нибудь»
- 2013 — «Не обижай меня»[44][45]

## Клипы
- «Я гуляю» (режиссёр В. Янковский)[46]
- «Такси»
- «Катюша»[47]
- «Первым делом самолеты»
- «Говорит и показывает Минск» (режиссёр Анатолий Вечер)
- «Что-нибудь»

## Работа на телевидении
- 1996—2004 — ведущая программы «Всё нормально, мама!», БТ.
- 1997—1998 — ведущая программы «Утренняя почта», ОРТ.
- 2000—2002 — автор и ведущая программы «В постели с Ларисой Грибалевой», 8 канал.
- 2001—2004 — ведущая программы «Добрай раніцы, Беларусь!», БТ.
- 2008—2012 — ведущая программы «Утренняя почта», РТР-Беларусь.

## Фильмография
| Год  |   | Русское название                     | Оригинальное название            | Роль                    |
| ---- | - | ------------------------------------ | -------------------------------- | ----------------------- |
| 1998 | ф | Привет от Чарли-трубача              | Оригинальное название неизвестно | ведущая                 |
| 1999 | с | Каменская                            | Оригинальное название неизвестно | Таня, невеста           |
| 2002 | с | Закон                                | Оригинальное название неизвестно | присяжная Москаленко    |
| 2004 | с | Женщины в игре без правил            | Жанчыны ў гульні без правіл      | хозяйка квартиры        |
| 2004 | с | Небо и земля                         | Неба і зямля                     |                         |
| 2005 | с | Воскресенье в женской бане           | Оригинальное название неизвестно | Ирочка                  |
| 2008 | ф | На свете живут добрые и хорошие люди | Оригинальное название неизвестно | Наташа, хоровой дирижер |
| 2012 | ф | Выше неба                            | Вышэй за неба                    | сыграла саму себя       |
| 2017 | с | Малая родина                         | Малая радзіма                    | Тамара                  |

## Признание и награды
- 1994 — лауреат второй премии конкурса «Маладзечна-94».
- 2003 — премия Первого национального конкурса в области развития связей с общественностью «Premiя-2003» в номинации «Лучшая PR-персона»[48].
- 2005 — «Человек года — 2005».
- 2010 — event-премия «Красная морковь» — «Лучшая певица».
- 2010 — «Музыкальная премия СТВ» в номинации «Лучший гастрольный тур года» (тур «Всё будет хорошо»)[49].
- 2009, 2010, 2011 — музыкальная премия «Песня года Беларуси».
- 2011 — event-премия «Красная морковь» — «Лучший event-проект» («Праздничное агентство Ларисы Грибалевой»)[50]
- 2012 — «Ліра–2012» в номинации «Лучшая песня года» («Не обижай меня»)[51][52][53][54]
- 2012 — «Бренд года −2012». Золотая медаль в номинации «Бренд-персона года» («Шоу-бизнес»)[55]
- 2013 — ТОП-10 самых успешных женщин Беларуси[56]